# Erythrolamprus subocularis
Erythrolamprus subocularis är en ormart som beskrevs av Boulenger 1902. Erythrolamprus subocularis ingår i släktet Erythrolamprus och familjen snokar. Inga underarter finns listade i Catalogue of Life.
Arten är endast känd från två exemplar som hittades i Ecuador vid cirka 1000 meter över havet. Fyndplatserna var en regnskog och en annan städsegrön skog. Honor lägger antagligen ägg.
Beståndet hotas troligtvis av skogarnas omvandling till jordbruksmark samt av skogsbruk. IUCN listar arten med kunskapsbrist (DD).